# Episodi di My Little Pony - L'amicizia è magica (sesta stagione)
La sesta stagione della serie d'animazione My Little Pony - L'amicizia è magica (My Little Pony: Friendship Is Magic) è andata in onda sul canale americano Discovery Family a partire dal 26 marzo 2016. La stagione è stata mandata in onda divisa in due parti; la prima è stata trasmessa dal 26 marzo all'11 giugno 2016, mentre la seconda dal 30 luglio al 22 ottobre seguente.
La stagione è incentrata sul personaggio di Starlight Glimmer. Di fatto, si vede Twilight Sparkle insegnarle i valori dell'amicizia come aveva fatto a suo tempo Princess Celestia con lei, e tra le due cresce un rapporto d'amicizia e fiducia che va oltre la relazione mentore-allievo.
La stagione è stata annunciata il 31 marzo 2015 da Discovery Channel tramite una conferenza stampa. Uno spezzone in anteprima è stato rilasciato il 28 gennaio 2016 da Yahoo Entertainment, ed esso vede la prima apparizione della figlia neonata di Shining Armor e Princess Cadance, ossia Princess Flurry Heart.

La messa in onda in Italia della stagione è stata irregolare, come per le stagioni 4 e 5. Il 21 maggio 2016 sono stati trasmessi in Italia i primi tre episodi su Cartoonito. Sono stati poi trasmessi gli episodi dal 4 al 15 e il 19 a partire dal 1º settembre fino al 19 settembre. I restanti sono stati trasmessi dal 2 al 14 novembre. 

## Nota sulla trasmissione di alcuni episodi

### Ordine di produzione diThe Fault in Our Cutie Marks
L'episodio The Fault in Our Cutie Marks, ovvero il diciannovesimo per data di trasmissione, è in realtà il nono per ordine di produzione. In Italia, dove gli episodi vanno in onda in ordine di produzione, questo episodio è stato trasmesso l'8 settembre 2016, due giorni prima dell'originale.

### Ultimi tre episodi
Gli episodi Top Bolt, To Where and Back Again - Part 1 e To Where and Back Again - Part 2, previsti per la messa in onda il 15 e il 22 ottobre 2016 negli Stati Uniti, sono stati mandati in onda (quindi in prima TV mondiale) nel Regno Unito rispettivamente il 10, il 6 e il 7 ottobre 2016.

### Where the Apple Liesin Italia
L'episodio Where the Apple Lies non è mai stato trasmesso in Italia.

## Lista episodi
| Quinta stagione | Settima stagione |

| Episodio     | Titolo                                      | Titolo                           | Prima TV          | Prima TV          |
| # (tot) stag | italiano                                    | originale                        | Stati Uniti       | Italia            |
| ------------ | ------------------------------------------- | -------------------------------- | ----------------- | ----------------- |
| (118) 1      | La cristallizzazione - 1ª parte             | The Crystalling - Part 1         | 26 marzo 2016     | 21 maggio 2016    |
| (119) 2      | La cristallizzazione - 2ª parte             | The Crystalling - Part 2         | 26 marzo 2016     | 21 maggio 2016    |
| (120) 3      | Il regalo di Maud Pie                       | The Gift of the Maud Pie         | 2 aprile 2016     | 21 maggio 2016    |
| (121) 4      | I nostri Cutie Mark                         | On Your Marks                    | 9 aprile 2016     | 1º settembre 2016 |
| (122) 5      | La sfida di fuoco                           | Gauntlet of Fire                 | 16 aprile 2016    | 2 settembre 2016  |
| (123) 6      | Seconde occasioni fasulle                   | No Second Prances                | 30 aprile 2016    | 5 settembre 2016  |
| (124) 7      | Dash, la novellina                          | Newbie Dash                      | 7 maggio 2016     | 6 settembre 2016  |
| (125) 8      | La festa dell'amicizia                      | A Hearth's Warming Tail          | 14 maggio 2016    | 7 settembre 2016  |
| (126) 9      | La grande apertura della boutique di Rarity | The Saddle Row Review            | 21 maggio 2016    | 9 settembre 2016  |
| (127) 10     | Il giorno di riposo di Applejack            | Applejack's "Day" Off            | 28 maggio 2016    | 12 settembre 2016 |
| (128) 11     | Il fratello di Fluttershy                   | Flutter Brutter                  | 4 giugno 2016     | 13 settembre 2016 |
| (129) 12     | Amicizia speziata                           | Spice Up Your Life               | 11 giugno 2016    | 14 settembre 2016 |
| (130) 13     | Più assurdo della finzione                  | Stranger Than Fan Fiction        | 30 luglio 2016    | 15 settembre 2016 |
| (131) 14     | Una gara molto istruttiva                   | The Cart Before the Ponies       | 6 agosto 2016     | 16 settembre 2016 |
| (132) 15     | 28 scherzi dopo                             | 28 Pranks Later                  | 13 agosto 2016    | 19 settembre 2016 |
| (133) 16     | Il cambiamento dei mutanti                  | The Times They Are a Changeling  | 20 agosto 2016    | 2 novembre 2016   |
| (134) 17     | Dungeons and Discord                        | Dungeons & Discords              | 27 agosto 2016    | 3 novembre 2016   |
| (135) 18     | La stagione del Buckball                    | Buckball Season                  | 3 settembre 2016  | 4 novembre 2016   |
| (136) 19     | Colpa dei Cutie Marks                       | The Fault in Our Cutie Marks     | 10 settembre 2016 | 8 settembre 2016  |
| (137) 20     | Viva Las Pegasus                            | Viva Las Pegasus                 | 17 settembre 2016 | 7 novembre 2016   |
| (138) 21     | Tutto quello che fa                         | Every Little Thing She Does      | 24 settembre 2016 | 8 novembre 2016   |
| (139) 22     | Dipende dai punti di vista                  | P.P.O.V. (Pony Point of View)    | 1º ottobre 2016   | 9 novembre 2016   |
| (140) 23     | Dove le mele mentono                        | Where the Apple Lies             | 8 ottobre 2016    | —                 |
| (141) 24     | Il migliore in volo                         | Top Bolt                         | 15 ottobre 2016   | 10 novembre 2016  |
| (142) 25     | Andata e Ritorno - Prima Parte              | To Where and Back Again - Part 1 | 22 ottobre 2016   | 11 novembre 2016  |
| (143) 26     | Andata e Ritorno - Seconda Parte            | To Where and Back Again - Part 2 | 22 ottobre 2016   | 14 novembre 2016  |

## Dettagli episodi

### The Crystalling - Part 1
- Titolo italiano (Cartoonito): La Cristallizzazione - 1ª parte
- Regia: James Wootton, Danny Lu
- Sceneggiatura: Josh Haber
- Storyboard: Emmett Hall, Thalia Tomlinson

La stagione inizia con Starlight che cerca di trovare la libreria del castello, una volta trovata, Twilight le dice che non crede che il castello sia la sua casa dopo tutto quello che ha fatto ma Twilight le dice che può unirsi alle altre che stanno programmando il viaggio all'Impero di Cristallo. Poco dopo Starlight raggiunge la sala del trono dove Pinkie, Rarity, Rainbow Dash, AppleJack e Fluttershy discutono sulla cristallizzazione, un evento che si tiene nell'Impero di Cristallo, Spike spiega che si tiene in onore della nascita di un puledro e serve per rendere il cuore di cristallo più forte di prima (in questo caso si tratta della puledrina di Cadance e Shining Armor a cui le amiche dovranno assistere). Starlight trova poi Twilight sempre in libreria dove le dice che per farla assistere alla sua prima lezione sull'amicizia vorrebbe riunirla con Sunburst ma Starlight è preoccupata perché, dice a Spike, di avere paura di non avere nulla in comune con lui e di disturbare "un grande mago". Twilight riceve l'invito alla cristallizzazione e lei e le altre partono per l'Impero. Quando sono arrivate Spike e Starlight si dirigono verso la casa di Sunburst mentre le altre vedono per la prima volta la puledrina che è un alicorno che non riesce a controllare la sua magia perciò si offrono le altre di occuparsene.

### The Crystalling - Part 2
- Titolo italiano (Cartoonito): La Cristallizzazione - 2ª parte
- Regia: Denny Lu, Tim Stuby
- Sceneggiatura: Josh Haber
- Storyboard: Sabrina Alberghetti, Megan Willis

La piccola puledra alicorno ha fatto a pezzi il cuore e ora le Mane 6 e Starlight (con l'aiuto del suo amico Sunburst) dovranno salvare l'Impero di Cristallo da una nube di neve e gelo eterno o l'Impero si perderà nei ghiacciai.

### The Gift of the Maud Pie
- Titolo italiano (Cartoonito): Il regalo di Maud Pie
- Regia: Denny Lu, Tim Stuby
- Sceneggiatura: Josh Haber (storia), Michael P. Fox, Wil Fox
- Storyboard: Cory Toomey, Elie Klimos

Mentre Rarity è a Manehattan a trovare una nuova boutique, Pinkie Pie deve trovare, con l'aiuto di Rarity, il regalo perfetto per sua sorella Maud.

### On Your Marks
- Titolo italiano (Cartoonito): I Nostri Cutie Mark
- Regia: Denny Lu, Tim Stuby
- Sceneggiatura: Dave Polsky, Josh Haber
- Storyboard: Ward Jenkins, Hanna Lee

Avendo ormai ottenuto i loro cutie mark, le Cutie Mark Crusaders devono decidere cosa fare, ma non sono tutte d'accordo riguardo a ciò. Così propongono di fare qualcosa per conto proprio ma ciò farà sentire esclusa Apple Bloom.

### Gauntlet of Fire
- Titolo italiano (Cartoonito): La Sfida di Fuoco
- Regia: Denny Lu, Tim Stuby
- Sceneggiatura: Joanna Lewis, Kristine Songco
- Storyboard: Michelle Ku, Tim Maltby

Spike (assieme agli altri draghi) è stato invitato al discorso del signore dei draghi, il quale indice una gara per proclamare il successore. Inizialmente Spike rifiuta, poiché è troppo piccolo per partecipare e Twilight e Rarity (nascoste) hanno raccolto sufficienti informazioni sui draghi. Tuttavia i suoi simili progettano di attaccare, chi in un modo chi nell'altro, Ponyville. Per salvare le sue amiche, Spike è costretto a competere. Ostacolando i bulli incontrati nel corso della seconda stagione e aiutando Ember, la figlia del Signore dei draghi.

### No Second Prances
- Titolo italiano (Cartoonito): Seconde Occasioni Fasulle
- Regia: Denny Lu, Tim Stuby
- Sceneggiatura: Nick Confalone
- Storyboard: Ed Baker, Mincheul Park

Twilight dice a Starlight che deve trovare e farsi un nuovo amico da portare con sé a una cena con Princess Celestia, e così dopo diversi tentativi falliti Starlight incontra e fa amicizia con Trixie diventando sua amica. Tuttavia quando Twilight lo scopre, ricordandosi del passato di Trixie, cerca di convincere Starlight a trovare un altro amico. Tuttavia le due pony continuano a trascorrere il tempo insieme, alla fine Trixie propone a Starlight di fargli da assistente in uno spettacolo di magia, ma quando Twilight rimprovera Starlight per non essere venuta alla cena quest'ultima si arrabbia e se ne va in lacrime e Trixie è triste per aver perso la sua prima vera amica. Alla fine Twilight ammette di aver sbagliato e dice a Starlight che deve scegliere lei quali amici frequentare, è così Starlight e Trixie si riuniscono diventando migliori amiche e Twilight si scusa e perdona definitivamente Trixie.

### Newbie Dash
- Titolo italiano (Cartoonito): Dash, la novellina
- Regia: Denny Lu, Tim Stuby
- Sceneggiatura: Dave Polsky (storia), Dave Rapp
- Storyboard: Emmett Hall, Thalia Tomlinson

Dopo che Rainbow Dash realizza il sogno di diventare Wonderbolt, fa una prima impressione disastrosa e viene derisa da tutti con il soprannome imbarazzante Rainbow Crash.

### A Hearth's Warming Tail
- Titolo italiano (Cartoonito): La festa dell'amicizia
- Regia: Denny Lu, Tim Stuby
- Sceneggiatura: Michael Vogel
- Storyboard: Sabrina Alberghetti, Megan Willis

A Equestria è tornata la Festa del Focolare dell'Amicizia ma Starlight crede che sia solo una scusa per scambiarsi dolci e regali, Twilight decide di curarla leggendogli una delle sue storie preferite della festa: "La storia del Focolare dell'Amicizia" che sarebbe una versione pony del "Canto di Natale", in cui Starlight (chiamata Snowfall Frost) fa la parte di Scrooge, Rainbow Dash (chiamata Snow Dash) quella di Bob, Applejack quella dello spirito del passato, Pinkie Pie quella dello spirito presente, Princess Luna quello dello spirito futuro, e infine Rarity e Fluttershy due amiche di Snow Dash ad una festa. Alla fine Starlight capisce che la festa dell'amicizia è importante per Equestria e si unisce felicemente ai festeggiamenti.

### The Saddle Row Review
- Titolo italiano (Cartoonito): La Grande Apertura della boutique di Rarity
- Regia: Denny Lu, Tim Stuby
- Sceneggiatura: Nick Confalone
- Storyboard: Dave Wiebe, Corey Toomey

Rarity realizza il sogno di aprire un punto vendita a Manehattan, però un articolo di giornale rischia di esporre come le sue amiche hanno quasi rovinato la grande apertura. Le Mane 6 faranno di tutto per impedire a Rarity di leggere l'articolo, ma arrivano troppo tardi.

### Applejack's "Day" Off
- Titolo italiano (Cartoonito): Il giorno di riposo di Applejack
- Regia: Denny Lu e Tim Stuby
- Sceneggiatura: Neal Dusedau (storia), Michael P. Fox, Wil Fox
- Storyboard: Kat Dela Cruz, Ward Jenkins

Rarity cerca di convincere Applejack a trascorrere un giorno in pieno relax la SPA. Quando Twilight e Spike si offrono volontari per svolgere i semplici lavori agricoli di Applejack, scopriranno che il lavoro della loro amica è più difficile di quanto pensassero.

### Flutter Brutter
- Titolo italiano (Cartoonito): Il fratello di Fluttershy
- Regia: Denny Lu, Tim Stuby
- Sceneggiatura: Meghan McCarthy (storia), Dave Rapp
- Storyboard: Carrie Mombourquette, Michelle Ku

Quando Fluttershy cerca di convincere suo fratello Zephyr Breeze a lasciare la casa dei genitori, quest'ultimo si trasferisce a casa sua, però a condizione che trovi un lavoro. Fluttershy l'aiuterà a trovarsi un lavoro, ma purtroppo in tutti quegli che gli sono capitati fallisce miseramente. Fluttershy (ormai frustrata) gli dice di andarsene e va a vivere nei boschi. Qualche tempo dopo, avendo pietà di lui, decide di aiutarlo ancora una volta e alla fine riesce a diplomarsi alla scuola per parrucchieri.

### Spice Up Your Life
- Titolo italiano (Cartoonito): Amicizia speziata
- Regia: Denny Lu, Tim Stuby
- Sceneggiatura: Michael Vogel
- Storyboard: Mincheul Park, Ed Baker

Pinkie Pie e Rarity vengono convocate dalla mappa a Canterlot e così facendo scoprono che un padre e una figlia lottano per mantenere il loro ristorante di famiglia aperto, che è causa di tensione nel loro rapporto. Pinkie Pie e Rarity decidono di aiutarli, ma ognuna con idee diverse, creando delle tensioni anche tra di loro. Quando tutto ormai sembra perduto, le due pony decidono di collaborare assieme e alla fine il ristorante verrà salvato.

### Stranger Than Fan Fiction
- Titolo italiano (Cartoonito): Più assurdo della finzione
- Regia: Denny Lu, Tim Stuby
- Sceneggiatura: Josh Haber, Michael Vogel
- Storyboard: Karine Charlebois, Thalia Tomlinson

Rainbow Dash va alla convention dei fan di Daring Do, e lì fa amicizia con un altro fan della serie, ma solo della prima saga in quanto trova quelle successive poco realistiche, ciò farà infuriare Dash, la quale sa che le avventure di Daring sono reali e cerca di convincerlo che si sbaglia, nel frattempo A. K. Earling (l'autrice che altri non è che Daring Do in incognito) dà alla pegaso una missione: impedire al suo nemico Caballeron (mischiato si fra la folla di cosplayers) di impossessarsi di un artefatto ottenuto nella sua ultima avventura. Caballeron scopre Rainbow Dash e, assieme al suo amico, li rapisce portandoli nella giungla, nonostante ciò, il pony terrestre non vuole credere alla realtà della situazione.

### The Cart Before The Ponies
- Titolo italiano (Cartoonito): Una gara molto istruttiva
- Regia: Denny Lu, Tim Stuby
- Sceneggiatura: Michael Vogel (storia), Ed Valentine,
- Storyboard: Patricia Ross, Megan Willis

Le Cutie Mark Crusaders partecipano all'annuale Applewood Derby, facendosi aiutare dalle loro sorelle maggiori. Cheerilee spiega che ci sono tre premi: uno per il carro più veloce, uno per il carro più creativo e l'altro per quello più tradizionale. Sweetie Belle vuole vincere per il carro più tradizionale, Apple Bloom per il carro più veloce e Scootaloo per il carro più creativo. Tuttavia le cose si complicano quando le loro sorelle hanno deciso di realizzare i carri a loro immagine e somiglianza, così Sweetie Belle si trova a gareggiare per il carro più creativo, Apple Bloom per il carro più tradizionale e Scootaloo per il carro più veloce. Dopo essersi scontrati e distrutto i carri, le Cutie Mark Crusaders hanno finalmente il coraggio di affrontare le loro sorelle maggiori e di dire ciò che pensano, Cheerilee così offre loro un'altra opportunità di gareggiare, a condizione che gli adulti ne stiano fuori.

### 28 Pranks Later
- Titolo italiano (Cartoonito): 28 scherzi dopo
- Regia: Denny Lu, Tim Stuby
- Sceneggiatura: Meghan McCarthy (storia), F.M. De Marco
- Storyboard: Dave Wiebe, Corey Toomey

Rainbow Dash ricomincia la sua frenesia incontrollabile di fare scherzi, tuttavia gli scherzi che mette in atto sono di pessimo gusto e i pony che li subiscono rimangono irritati e furiosi. E così alla fine tutti quanti vanno a parlare con Pinkie chiedendogli di cercare a convincere Rainbow di smetterla, ma quest'ultima ha in mente uno scherzo che coinvolge tutta Ponyville, sostituire i biscotti delle Cutie Mark Crusaders con altri truccati che colorano la bocca arcobaleno una volta mangiati. E così le Cutie Mark Crusaders vendono i biscotti truccati a tutti i pony insieme a Applejack, Rarity e Rainbow, ma quando scende la notte Ponyville è misteriosamente deserta e Rainbow va a controllare. Ben presto però Rainbow scopre con orrore che tutti i pony che hanno mangiato i biscotti truccati si sono trasformati in terribili zombi mangia biscotti, e così Rainbow in preda al panico fugge con tutti i pony di Ponyville alle calcagna. Dopo una fuga disperata Applejack, Rarity, Rainbow e le Cutie Mark Crusaders si rifugiano al giardino Dolci Mele, Rainbow ammette il suo scherzo proponendo di rimanere al sicuro ma in quel momento anche Applejack, Rarity e le Cutie Mark Crusaders si trasformano in zombi. E così quando Rainbow si ritrova ormai circondata dagli zombi rivela terrorizzata che se è uno scherzo non è affatto divertente, detto questo i pony smascherano lo scherzo. Pinkie ammette che hanno fatto finta di diventare zombi per spaventare Rainbow e fargli capire quando cattivi siano stati i suoi scherzi facendogli assaggiare la sua stessa medicina, Rainbow allora si scusa con tutti per aver esagerato.

### The Times They Are A Changeling
- Titolo italiano (Cartoonito): Il cambiamento dei mutanti
- Regia: Denny Lu, Tim Stuby
- Sceneggiatura: Michael Vogel (storia), Kevin Burke, Chris "Doc" Wyatt
- Storyboard: Ward Jenkins, Hanna Lee

Twilight Sparkle, Starlight Glimmer e Spike vanno all'Impero di Cristallo, tuttavia quando arrivano lo trovano completamente deserto e nel panico più totale. Quando raggiungono Shining Armor, Cadence e Flurry Heart, Sunburst gli spiega che la causa dello scompiglio è l'avvistamento di un mutante. E così Spike aiuta le guardie reali nella ricerca del mutante, tuttavia Spike lo trova in una grotta rimanendo spaventato ma dopo essere stato salvato dal mutante di nome Thorax, Spike diventa suo amico. Ma quando la verità viene a galla tutti i pony si arrabbiano con Spike per averli traditi, ma lui canta una canzone per far capire a tutti la vera natura di Thorax. Una volta finita la canzone, Twilight dice che è orgogliosa di Spike per aver rischiato la sua celebrità per salvare il suo nuovo amico e infine tutti i pony acclamano Spike e stringono amicizia con Thorax.

### Dungeons & Discords
- Titolo italiano (Cartoonito): Dungeons and Discords
- Regia: Denny Lu, Tim Stuby
- Sceneggiatura: Nick Confalone
- Storyboard: Kat Dela Cruz, Michelle Ku

Mentre le ragazze sono in viaggio verso lo Yakyakistan, Spike e Big Mac propongono a Discord di partecipare a un gioco di ruolo con loro. Discord accetta di malavoglia, poiché ha promesso a Fluttershy di espandere la sua cerchia di amici, ma il gioco lo annoia terribilmente e propone invece di unirsi a lui per una partita molto più realistica, trascinando Spike e Big Mac in una reale ambientazione piena di maghi, scheletri guerrieri, facendo correre ai due un grosso rischio. Una volta resosi conto che Spike e Big Mac l'hanno invitato solo perché dispiaciuti per lui (in quanto Fluttershy e la sua unica amica). Discord imbarazzato decide di riportare tutto come prima e fa per andarsene, ma Spike, gli propone invece di restare continuando la partita realistica, credendola però, meno pericolosa. Quando le ragazze torneranno a casa (e vedranno quanto si stiano divertendo), Rainbow Dash e Pinkie Pie non resisteranno alla tentazione e si uniranno a loro.

### Buckball Season
- Titolo italiano (Cartoonito): La stagione del Buckball
- Regia: Denny Lu, Tim Stuby
- Sceneggiatura: Jennifer Skelly
- Storyboard: Mincheul Park, Cat Tang

Pinkie Pie e Fluttershy si rivelano essere le migliori giocatrici di buckball di Ponyville; Applejack e Rainbow Dash si mettono d'accordo per allenarle contro Appleloosa. Purtroppo però loro non sono tanto entusiaste all'idea di gareggiare per paura di deludere tutti. Dopo essersi finalmente convinte, partecipano all'imminente gara e riescono a vincere contro Appleloosa.

### The Fault in Our Cutie Marks
- Titolo italiano (Cartoonito): Colpa dei Cutie Marks
- Regia: Denny Lu, Tim Stuby
- Sceneggiatura: Josh Haber (storia), Meghan McCarthy (storia), Ed Valentine
- Storyboard: Karine Charlebois, Patricia Ross, Nicole Wang

Una giovane grifona di nome Gabby chiede alle Crusaders di ottenere il suo cutie mark; le Crusaders faranno di tutto per aiutarla, ma poiché sa fare qualunque cosa è impossibile farle ottenere il cutie mark. Quando le dicono la triste verità, Gabby scappa via in lacrime, per poi tornare poco dopo con un cutie mark (un calderone), che infine si rivela essere falso. Così è emerso che anche se lei non può ottenere il cutie mark come i pony, il suo talento speciale è quello di aiutare gli altri, così le Cutie mark Crusaders gliene disegnano subito uno simile al loro e la invitano a unirsi nel loro team.

### Viva Las Pegasus
- Titolo italiano (Cartoonito): Viva Las Pegasus
- Regia: Denny Lu, Tim Stuby
- Sceneggiatura:
- Storyboard:

La mappa invia Applejack e Fluttershy a Las Pegasus dove troveranno i fratelli Flim e Flam in tensione tra di loro, a causa di un personaggio (Gladmane), che ha fatto in modo che si odiassero.  Inoltre loro due non sono gli unici pony in tensione. Alla fine Applejack e Fluttetshy, con una serie di trucchi, riescono a smascherare Gladmane e tutti i pony fanno pace.

### Every Little Thing She Does
- Titolo italiano (Cartoonito): Tutto quello che fa
- Regia: Denny Lu, Tim Stuby
- Sceneggiatura:
- Storyboard:

Starlight Glimmer, ultimamente ha evitato le lezioni di amicizia di Twilight. Per impressionare la sua insegnante, deciderà di affrontare i diversi problemi di amicizia in una sola volta, ipnotizzando le sue amiche. Quando Twilight torna nel castello, trova un enorme caos e dice a Starlight di sentirsi delusa. Quest'ultima poi corre a scusarsi con le sue amiche e viene perdonata. L'episodio si conclude con Starlight Glimmer, Spike e le Mane 6 che si rilassano su un terrazzo.

### P.P.O.V. (Pony Point of View)
- Titolo italiano (Cartoonito): Dipende dai punti di vista
- Regia: Denny Lu, Tim Stuby
- Sceneggiatura:
- Storyboard:

Quando Applejack, Rarity e Pinkie Pie vanno a fare una gita in barca e hanno un incidente, iniziano a incolparsi a vicenda, raccontando tre versioni differenti. Toccherà a Twilight scoprire cosa veramente sia successo e non sarà semplice poiché le versioni raccontate dalle tre pony sono troppo differenti l'una dall'altra, ma con qualche piccolo dettaglio in comune. Twilight così fa tornare le tre amiche nella realtà e fa capire loro che si è trattato solo di un piccolo incidente, così fanno pace.

### Where the Apple Lies
- Titolo italiano (Cartoonito): Dove le mele mentono
- Regia: Denny Lu, Tim Stuby
- Sceneggiatura:
- Storyboard:

Quando Apple Bloom dice una piccola bugia, esce fuori che Applejack durante la sua infanzia e la sua adolescenza ha detto molte bugie. In un flashback possiamo vedere Applejack e Big Mac (molto più loquace) più giovani a discutere su chi dei due avrebbe portato avanti la fattoria in futuro. Più tardi vediamo la giovane Applejack che per riparare a un suo errore ha detto così tante bugie da convincere tutta la sua famiglia a finire in ospedale (anche se non erano malati). Resasi conto di ciò che aveva combinato, promise a sé stessa di non mentire mai più e Big Mac invece di parlare di meno e ascoltare di più.

### Top Bolt
- Titolo italiano (Cartoonito): Il migliore in volo
- Regia: Denny Lu, Tim Stuby
- Sceneggiatura:
- Storyboard:

Rainbow Dash e Twilight vengono inviate dalla mappa all'Accademia dei Wonderbolts per risolvere il problema d'amicizia tra Vapor Trail e Sky Stringer che impedisce loro di entrare in Accademia. Risolto il problema entrambi vengono ammessi.

### To Where and Back Again - Part 1
- Titolo italiano (Cartoonito): Andata e ritorno - Prima parte
- Regia: Denny Lu, Tim Stuby
- Sceneggiatura:
- Storyboard:

Our Town ha invitato Starlight al tradizionale festival cittadino, in qualità di capo città, ma nonostante il suo passato sia stato perdonato, l'unicorno non se la sente di partecipare, neanche con l'aiuto dell'amica Trixie. Ritornate a Ponyville, scoprono che le Mane 6, Spike, le tre principesse e i reali dell'Impero di cristallo sono stati rapiti dai mutanti, assetati di vendetta dalle precedenti sconfitte. Starlight e Trixie, assieme a Thorax (con un paio di nuove ali) e Discord, dovranno entrare nella fortezza di Crisalys e liberare i loro amici.

### To Where and Back Again - Part 2
- Titolo italiano (Cartoonito): Andata e ritorno - Seconda parte
- Regia: Denny Lu, Tim Stuby
- Sceneggiatura:
- Storyboard:

Starlight e i suoi amici sono in difficoltà: la magia dei pony e di Discord non ha effetto nella fortezza mutante (a causa del trono di Chrysalis). I quattro dovranno cavarsela tramite travestimenti, giochi di prestigio e distrazioni per salvare non solo i loro amici ma anche i mutanti dalla tirannia della loro Regina.